# Hisashi Tsuzawa
Hisashi Tsuzawa, né le 8 juin 1948, est un judoka japonais. 
Il est champion du monde en catégorie des moins de 70 kg en 1971 à Ludwigshafen.